# Unbreakable (2025)
Unbreakable (2025) – gala wrestlingu organizowana przez amerykańską federację Total Nonstop Action Wrestling (TNA), która była transmitowana na żywo za pomocą platformy TNA+. Odbyła się 17 kwietnia 2025 w Cox Pavilion w Paradise w stanie Nevada. Była to trzecia gala z cyklu Unbreakable, a zarazem druga gala TNA+ Monthly Specials w 2025 roku.
Na gali odbyło się siedem walk. W walce wieczoru, Steve Maclin pokonał A. J. Francisa i Erica Younga w finale turnieju, aby zostać inauguracyjnym TNA International Championem.

## Tło
13 lutego 2025, TNA ogłosiło, że Unbreakable odbędzie się 17 kwietnia 2025 w Cox Pavilion w Paradise w stanie Nevada.

## Rywalizacje
Unbreakable oferowało walki wrestlingu z udziałem różnych zawodników na podstawie przygotowanych wcześniej scenariuszy i rywalizacji, które są realizowane podczas cotygodniowych odcinków programu Impact!. Wrestlerzy odgrywają role pozytywnych (face) lub negatywnych bohaterów (heel), którzy rywalizują pomiędzy sobą w seriach walk mających budować napięcie.

### Turniej o TNA International Championship
Na odcinku TNA Impact! z 3 kwietnia Santino Marella, Director of Authority TNA, pojawił się na scenie w celu ogłoszenia, przerywając promo między samozwańczymi współzwańczymi TNA Digital Media Championami Steph De Lander i Mance’a Warnera. Po zażądaniu od De Lander oddania pasa, Marella natychmiast go dezaktywował i zastąpił go na nowy TNA International Championship. Inauguracyjny mistrz zostanie wyłoniony w drodze turnieju, którego kulminacja będzie na Unbreakable, składający się z trzech three-way matchy, w których zwycięzcy spotkają się w finale w three-way matchu, na cześć 20. rocznicy three-way matchu pomiędzy AJ Stylesem, Samoa Joe i TNA X Division Championem Christopherem Danielsem, który był walką wieczoru pierwszego wydarzenia Unbreakable - walce uważanej za jedną z największych w historii TNA i który pomógł umieścić TNA na mapie jako główną krajową promocję.
Mecze pierwszej rundy zostały ogłoszone później tej nocy - Eddie Edwards vs. Ace Austin vs. Steve Maclin; Zachary Wentz vs. JDC vs. Eric Young; oraz A. J. Francis vs. Mance Warner vs. Sami Callihan.

### Mance Warner vs. Sami Callihan
Sami Callihan oraz Mance Warner i Steph De Lander byli w konflikcie od odcinka TNA Impact! z 23 stycznia, kiedy to De Lander zmierzyła się z Callihanem, niosąc TNA Digital Media Championship, które wygrała podczas "rozwodu" z ekranowym mężem PCO. Warner, prawdziwy narzeczony De Lander, zadebiutował i zaatakował Callihana wkrótce potem. Callihan i Warner nieustannie wdawali się w bójki przez następny miesiąc, czego kulminacją był street fight na Sacrifice, który wygrał Warner. Nawet po tym Callihan nadal ścigał Warnera i De Lander. Na TNA Impact! 27 marca Callihan, Warner i De Lander stoczyli wojnę na słowa, w której pośredniczył Santino Marella, ale zakończyła się ona, gdy De Lander rzuciła gorącą kawą w twarz Callihana, w kayfabie raniąc jego prawe oko. W następnym tygodniu Callihan zażądał dopasowania do Warnera w pierwszej rundzie turnieju o TNA International Championship, zastępując Zachary’ego Wentza w walce z A. J. Francisem. Po tym, jak im obu nie udało się awansować w turnieju, Callihan zażądał, aby Marella dał mu jeszcze jedną walkę z Warnerem na Unbreakable, tym razem w Barbed Wire Massacre. Walka została oficjalnie ogłoszona później tej nocy.

## Wyniki walk
| Nr | Wyniki | Stypulacje                                         | Czas  |
| -- | --- | -------------------------------------------------- | ----- |
| 1  | Eric Young pokonał Zachary’ego Wentza i JDC poprzez pinfall                                                                                    | Połfinał turnieju o TNA International Championship | 8:50  |
| 2  | Steve Maclin pokonał Eddiego Edwardsa i Ace’a Austina poprzez pinfall                                                                          | Połfinał turnieju o TNA International Championship | 9:55  |
| 3  | Moose pokonał Sidneya Akeema poprzez pinfall                                                                                                   | Singles match                                      | 8:55  |
| 4  | Mike Santana i The Hardys (Jeff Hardy i Matt Hardy) pokonał Mustafę Alego i The Nemeth Brothers (Nica Nemetha i Ryana Nemetha) poprzez pinfall | Six-man tag team match                             | 12:40 |
| 5  | Joe Hendry i Masha Slamovich pokonali Frankiego Kazariana i Tessę Blanchard poprzez pinfall                                                    | Mixed tag team match                               | 14:10 |
| 6  | Sami Callihan pokonał Mance’a Warnera (z Steph De Lander) poprzez pinfall                                                                      | Barbed Wire Massacre                               | 19:10 |
| 7  | Steve Maclin pokonał A. J. Francisa i Erica Younga poprzez pinfall                                                                             | Finał turnieju o TNA International Championship    | 13:40 |

### Turniej o TNA International Championship
|  |                                                                      |                                                                      |                                                                      |              |              |                                  |                                  |                                  |
|  | Pierwsza runda (TNA Impact!, 10 kwietnia) (Unbreakable, 17 kwietnia) | Pierwsza runda (TNA Impact!, 10 kwietnia) (Unbreakable, 17 kwietnia) | Pierwsza runda (TNA Impact!, 10 kwietnia) (Unbreakable, 17 kwietnia) |              |              | Finał (Unbreakable, 17 kwietnia) | Finał (Unbreakable, 17 kwietnia) | Finał (Unbreakable, 17 kwietnia) |
|  | Pierwsza runda (TNA Impact!, 10 kwietnia) (Unbreakable, 17 kwietnia) | Pierwsza runda (TNA Impact!, 10 kwietnia) (Unbreakable, 17 kwietnia) | Pierwsza runda (TNA Impact!, 10 kwietnia) (Unbreakable, 17 kwietnia) |              |              | Finał (Unbreakable, 17 kwietnia) | Finał (Unbreakable, 17 kwietnia) | Finał (Unbreakable, 17 kwietnia) |
|  |                                                                      |                                                                      |                                                                      |              |              |                                  |                                  |                                  |
|  |                                                                      |                                                                      |                                                                      |              |              |                                  |                                  |                                  |
|  | Eddie Edwards                                                        | Eddie Edwards                                                        | 9:55                                                                 |              |              |                                  |                                  |                                  |
|  | Eddie Edwards                                                        | Eddie Edwards                                                        | 9:55                                                                 |              |              |                                  |                                  |                                  |
|  | Ace Austin                                                           | Ace Austin                                                           | –                                                                    |              |              |                                  |                                  |                                  |
|  | Ace Austin                                                           | Ace Austin                                                           | –                                                                    |              |              |                                  |                                  |                                  |
|  | Steve Maclin                                                         | Steve Maclin                                                         | Pin                                                                  |              |              |                                  |                                  |                                  |
|  | Steve Maclin                                                         | Steve Maclin                                                         | Pin                                                                  |              |              |                                  |                                  |                                  |
|  |                                                                      |                                                                      |                                                                      |              |              |                                  |                                  |                                  |
|  |                                                                      |                                                                      |                                                                      |              |              |                                  |                                  |                                  |
|  | Zachary Wentz                                                        | Zachary Wentz                                                        | 8:50                                                                 | Steve Maclin | Steve Maclin | Pin                              |                                  |                                  |
|  | Zachary Wentz                                                        | Zachary Wentz                                                        | 8:50                                                                 | Steve Maclin | Steve Maclin | Pin                              |                                  |                                  |
|  | JDC                                                                  | JDC                                                                  | –                                                                    |              |              | Eric Young                       | Eric Young                       | –                                |
|  | JDC                                                                  | JDC                                                                  | –                                                                    |              |              | Eric Young                       | Eric Young                       | –                                |
|  | Eric Young                                                           | Eric Young                                                           | Pin                                                                  |              |              | A. J. Francis                    | A. J. Francis                    | 13:40                            |
|  | Eric Young                                                           | Eric Young                                                           | Pin                                                                  |              |              | A. J. Francis                    | A. J. Francis                    | 13:40                            |
|  |                                                                      |                                                                      |                                                                      |              |              |                                  |                                  |                                  |
|  |                                                                      |                                                                      |                                                                      |              |              |                                  |                                  |                                  |
|  | A. J. Francis                                                        | A. J. Francis                                                        | Pin                                                                  |              |              |                                  |                                  |                                  |
|  | A. J. Francis                                                        | A. J. Francis                                                        | Pin                                                                  |              |              |                                  |                                  |                                  |
|  | Mance Warner                                                         | Mance Warner                                                         | –                                                                    |              |              |                                  |                                  |                                  |
|  | Mance Warner                                                         | Mance Warner                                                         | –                                                                    |              |              |                                  |                                  |                                  |
|  | Sami Callihan                                                        | Sami Callihan                                                        | 7:51                                                                 |              |              |                                  |                                  |                                  |
|  | Sami Callihan                                                        | Sami Callihan                                                        | 7:51                                                                 |              |              |                                  |                                  |                                  |